# Hyundai Getz
Hyundai Getz — субкомпактный автомобиль, выпускавшийся Hyundai Motor Company с 2002 по 2011 год. Машина была представлена на Женевском автосалоне в 2002 году. В том же году автомобиль поступил в продажу.

## Маркетинг

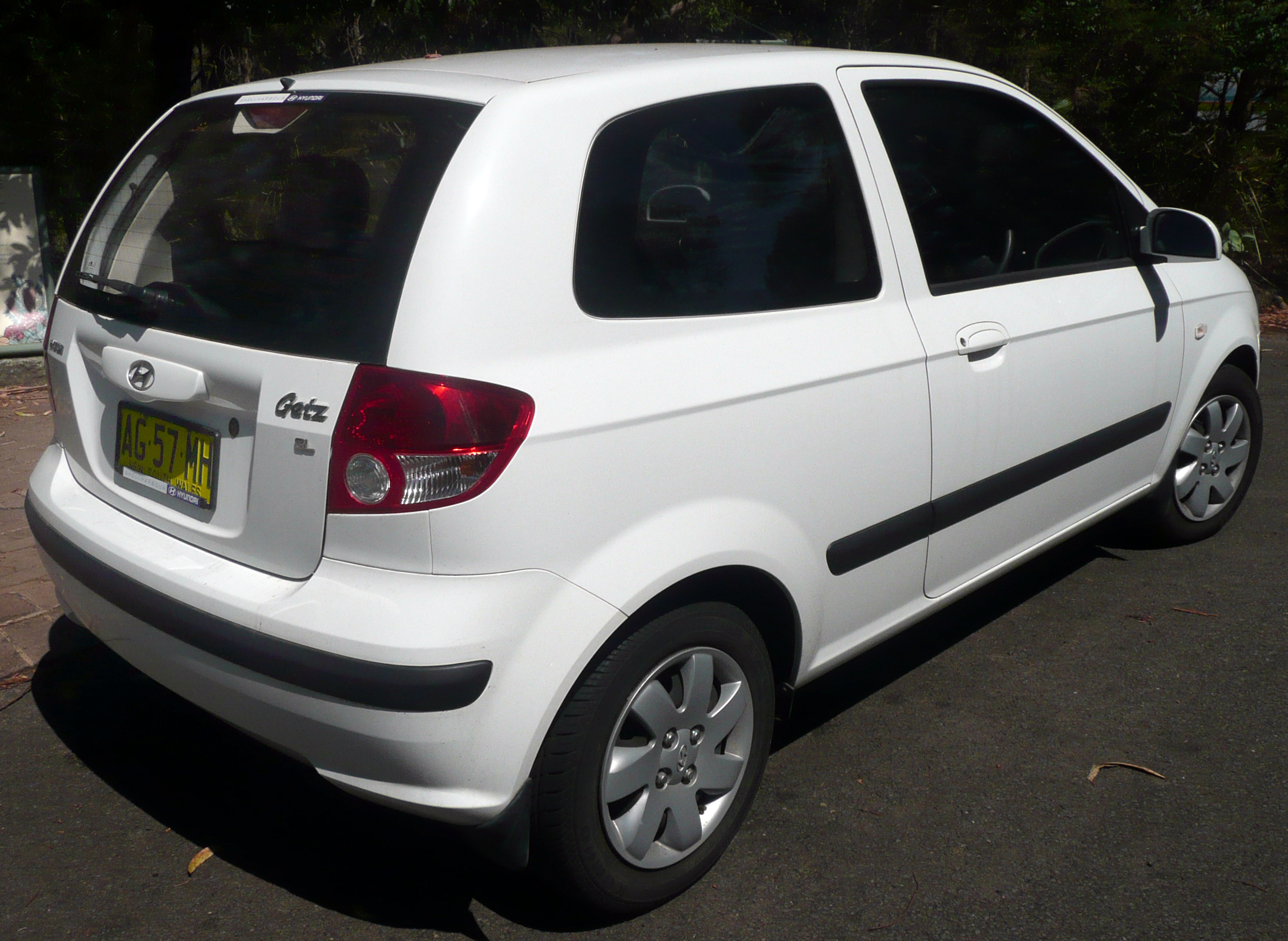
3-дверный вариант

Getz получил название Hyundai Click в Южной Корее, Hyundai Getz Prime в Индии, Hyundai TB («Think Basic») в Японии, Inokom Getz в Малайзии и Dodge Brisa в Венесуэле.
В 2011 году компания Hyundai прекратила поставки Hyundai Getz в Россию в пользу нового бюджетного автомобиля Hyundai Solaris.

## Рестайлинг

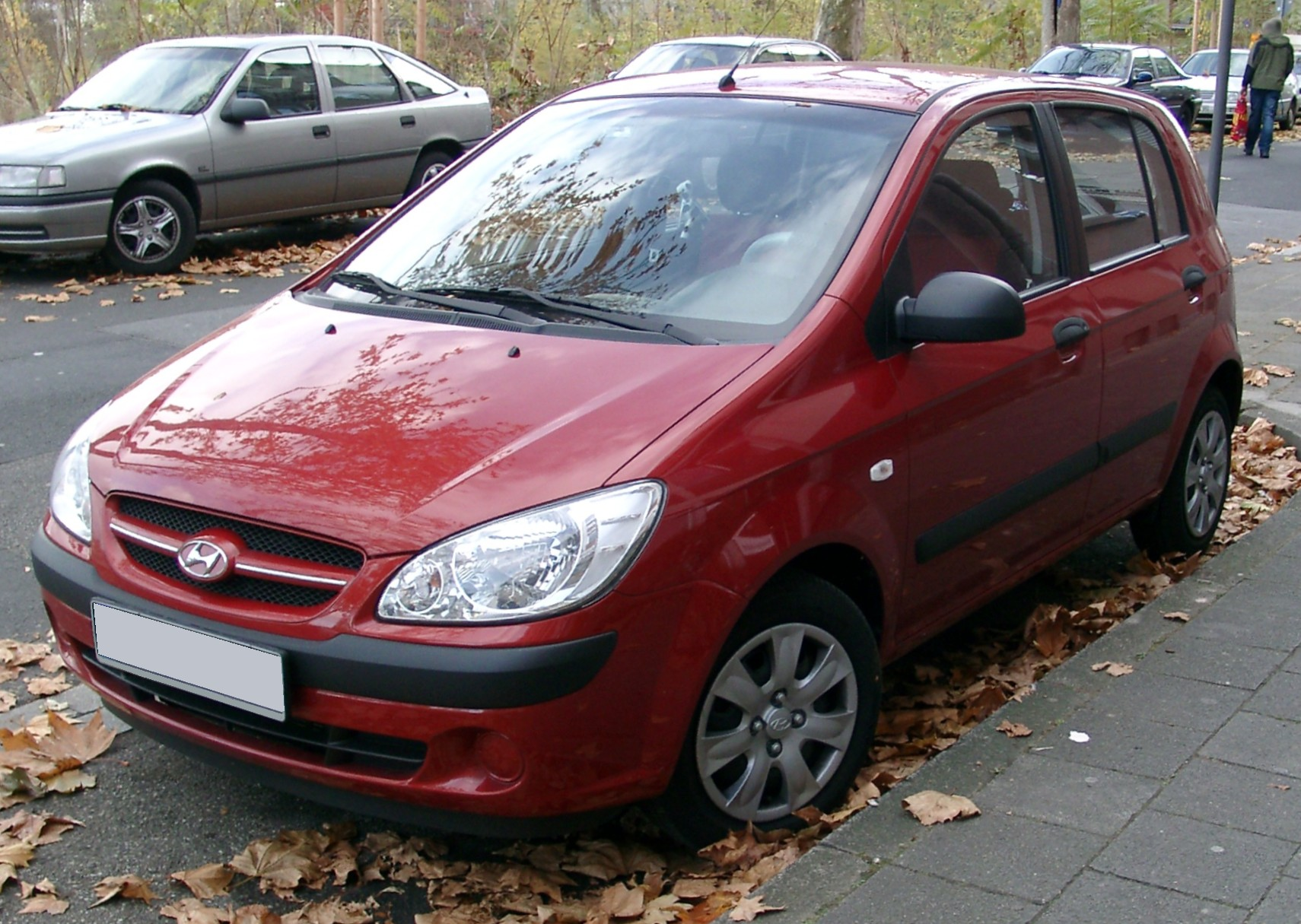
Getz после рестайлинга

В 2005 году был проведен рестайлинг модели, после которой она получила название Getz II. Изменению подвергся внешний вид автомобиля, в частности: обновилась форма головных фар и задних фонарей, радиаторной решётки, изменился внешний вид бамперов, подрамник двигателя, выхлопная система. Интерьер также преобразился: изменилась форма рулевого колеса, оформление приборной панели, центральной консоли, электрическая часть. Базовая комплектация стала беднее: задние электростеклоподъёмники заменили ручными, убрали подсветку кнопок стеклоподъёмников, сделали лампочный индикатор температуры двигателя, но добавили мультируль. Пластик стал более дешевым, как и обивка сидений. Стали доступны новые цветовые гаммы внутренней отделки, а также задние дисковые тормоза.
Двигатель 1.3 12V (82 л. с.) сменился более мощным 1.4 16V (97 л. с.).

## Getz Cross

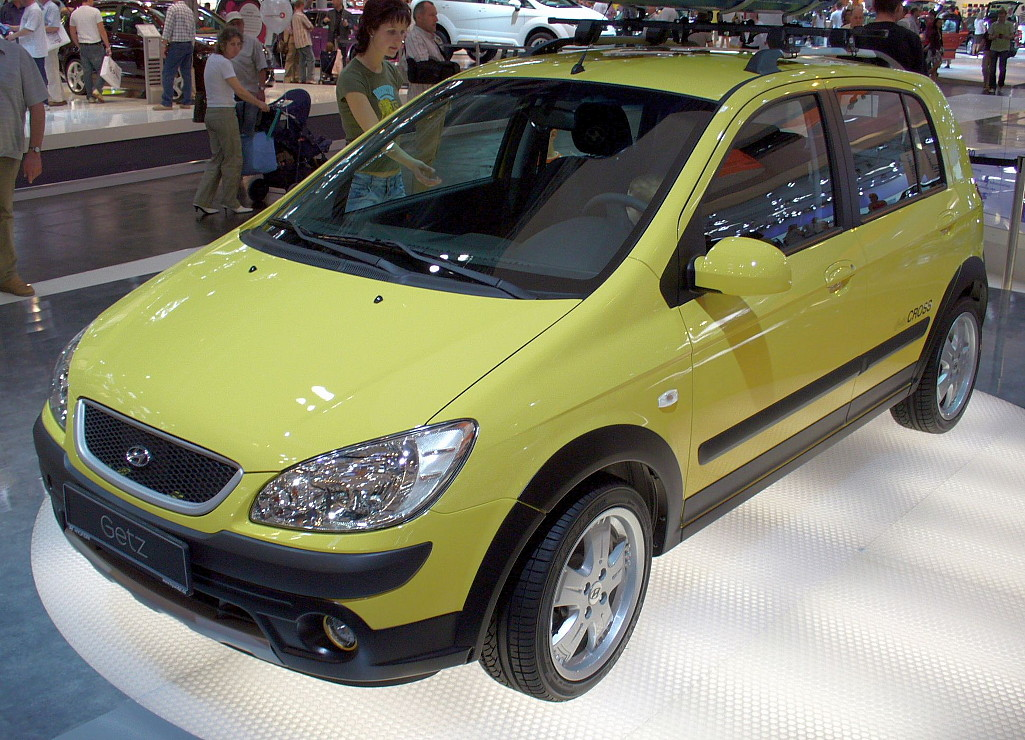
Getz Cross

В очень ограниченном количестве была выпущена партия Getz Cross. Отличается увеличенным дорожным просветом, пластиковыми накладками арок и бамперов. В основном продавался в Европе. В Россию официально не поставлялся.

## Двигатели
На выбор предлагается три бензиновых двигателя 1.1 SOHC, 1.3 SOHC,1.4 DOHC, 1.6 DOHC (с 2005 1.1, 1.4 и 1.6) и один дизельный 1.5 CRDi (в Россию версия с дизельным двигателем официально не поставлялась).
В Новой Зеландии и некоторых странах Юго-восточной Азии и Южной Америки машины с двигателем 1.6 не продавались.
|                                             | 1.1i           | 1.4i           | 1.6i          |  | 1.5CRDi           | 1.9 CRDi |
| petrol                                      |                |                |               |  |                   | F9Q      |
| ------------------------------------------- | -------------- | -------------- | ------------- |  | ----------------- | -------- |
| Объём двигателя, см³                        | 1086           | 1399           | 1599          |  | 1493              | 1588     |
| Тип двигателя и количество цилиндров        | Р4-бензиновый  | Р4-бензиновый  | Р4-бензиновый |  | Р4-дизельный      | P3       |
| Количество клапанов                         | 12             | 16             | 16            |  | 16                | 15       |
| Степень сжатия                              | 10,1           | 10             | 10            |  | 17,8              |          |
| Максимальная мощность, кВт (л. с.)/об. мин. | 48,5 (66)/5500 | 71,3 (97)/6000 | 78 (106)/5800 |  | 65 (88)/1900—2500 |          |
| Максимальный крутящий момент, Нм/об. мин.   | 99/3200        | 125,5/3200     | 144,2/3200    |  | 215/1900-2500     |          |
| Максимальная скорость (МКПП/АКПП), км/ч     | 154            | 176/167        | 180/170       |  | 170               |          |
| Разгон 0—100 км/ч (МКПП/АКПП), с            | 15,6           | 11,2/13,9      | 9,6/11,9      |  | 12,1              |          |

## Безопасность
| Euro NCAP                                        | Euro NCAP | Euro NCAP | Euro NCAP |
| ------------------------------------------------ | --------- | --------- | --------- |
| Рейтинги                                         | Пассажир  |           | 25        |
| Рейтинги                                         | Ребёнок   |           | 37        |
| Рейтинги                                         | Пешеход   |           | 5         |
| Протестированная модель: Hyundai Getz 1.3 (2004) |           |           |           |

## Оценки
В 2005 году Hyundai Getz стал обладателем ежегодной национальной премии «Автомобиль года в России», победив в номинации «Малый класс».